# Pam Macey
Pam Macey is een personage van de Amerikaanse televisieserie That '70s Show van Fox Networks, gespeeld door Jennifer Lyons.

## Verschijning
Pam is een klasgenoot van de hoofdrolspelers van de serie. Ze wordt vaker besproken door de tieners dan gezien in de show. Pam heeft gezoend met Michael Kelso in en achter de gymzaal en in haar auto. Ze is in drie afleveringen te zien: Prom Night, Romantic Weekend en It's a Wonderful Life. In Prom Night neemt Michael haar mee naar het bal, omdat Michael en Jackie tijdelijk uit elkaar zijn. In Romantic Weekend had Kelso bijna seks met Pam, maar het lukte niet. Hij vertelde aan zijn vrienden dat "de buffer kapot was". Pam vertelde het aan de hele school, waaruit het gevolg was dat de hele school hem ermee pestte.